# Timo Karppinen
Timo Karppinen (* 26. Dezember 1967) ist ein ehemaliger finnischer Orientierungsläufer. Zwischen 1993 und 1997 gewann er vier Silber- und eine Bronzemedaille bei Weltmeisterschaften.
Nachdem er 1988 seine erste finnische Meisterschaft gewonnen hatte und bei den Nordischen Meisterschaften auf den fünften Platz gelaufen war, den er zwei Jahre später erneut einfuhr, bestritt er seine ersten Weltmeisterschaften erst 1993 im US-amerikanischen West Point. Dort gewann er die Silbermedaille hinter dem Norweger Petter Thoresen im Kurzdistanzrennen über 4,8 Kilometer Luftlinie. Als Schlussläufer der finnischen Staffel gewann er außerdem noch mit Keijo Parkkinen, Mika Kuisma und Petri Forsman die Bronzemedaille. Bei den folgenden zwei Weltmeisterschaften 1995 und 1997 holte das finnische Team mit Karppinen jeweils die Silbermedaille in der Staffel. Zudem gewann Karppinen 1997 erneut Silber im Kurzdistanzrennen. Beim Sieg seines Landsmannes Janne Salmi im norwegischen Grimstad hatte Karppinen einen Rückstand von zwölf Sekunden auf die Goldmedaille.
Im Weltcup kam er 1996 in der Gesamtwertung auf den dritten Platz hinter den Schweden Johan Ivarsson und Jörgen Mårtensson.
Karppinen lief während seiner Karriere für die Vereine Lahden Työväen Hiihtäjät (bis 1992), Oulun Tarmo (1993 bis 1996) und SK Pohjantähti (ab 1997).

## Platzierungen
| Jahr | Weltmeisterschaften | Weltmeisterschaften | Weltmeisterschaften |  | Europameisterschaften | Europameisterschaften | Europameisterschaften |  | Nord. Meisterschaften | Nord. Meisterschaften | Nord. Meisterschaften |  | Finnische Meisterschaften | Finnische Meisterschaften | Finnische Meisterschaften | Finnische Meisterschaften | Finnische Meisterschaften |  | GWC |
| Jahr | KD                  | LD                  | St                  |  | KD                    | LD                    | St                    |  | KD                    | LD                    | St                    |  | KD                        | LD                        | UL                        | N                         | St                        |  | GWC |
| --- | ------------------- | ------------------- | ------------------- |  | --------------------- | --------------------- | --------------------- |  | --------------------- | --------------------- | --------------------- |  | ------------------------- | ------------------------- | ------------------------- | ------------------------- | ------------------------- |  | --- |
| 1988 |                     |                     |                     |  |                       |                       |                       |  |                       | 5.                    |                       |  |                           | 2.                        | 1.                        | 3.                        |                           |  | 11. |
| 1989 |                     |                     |                     |  |                       |                       |                       |  |                       |                       |                       |  |                           | 2.                        |                           | 2.                        |                           |  |     |
| 1990 |                     |                     |                     |  |                       |                       |                       |  |                       | 5.                    | 3.                    |  | 3.                        |                           |                           | 2.                        |                           |  | 14. |
| 1991 |                     |                     |                     |  |                       |                       |                       |  |                       |                       |                       |  |                           |                           |                           | 1.                        |                           |  |     |
| 1992 |                     |                     |                     |  |                       |                       |                       |  | 7.                    |                       |                       |  |                           | 3.                        |                           |                           |                           |  | 44. |
| 1993 | 2.                  | 7.                  | 3.                  |  |                       |                       |                       |  |                       |                       |                       |  |                           | 2.                        |                           | 3.                        |                           |  |     |
| 1994 |                     |                     |                     |  |                       |                       |                       |  |                       |                       |                       |  | 2.                        | 1.                        |                           |                           |                           |  | 15. |
| 1995 | 21.                 | 4.                  | 2.                  |  |                       |                       |                       |  | 5.                    |                       | 3.                    |  | 1.                        | 3.                        |                           |                           |                           |  |     |
| 1996 |                     |                     |                     |  |                       |                       |                       |  |                       |                       |                       |  |                           |                           |                           |                           |                           |  | 3.  |
| 1997 | 2.                  | 10.                 | 2.                  |  |                       |                       |                       |  |                       | 8.                    |                       |  |                           | 2.                        |                           |                           |                           |  |     |
| 1998 |                     |                     |                     |  |                       |                       |                       |  |                       |                       |                       |  |                           |                           |                           |                           |                           |  | 5.  |
| 1999 | 17.                 | 20.                 |                     |  |                       |                       |                       |  |                       |                       |                       |  |                           | 3.                        |                           |                           |                           |  |     |
| 2000 |                     |                     |                     |  | 48.                   | 13.                   |                       |  |                       |                       |                       |  |                           |                           |                           |                           |                           |  | 8.  |
| 2001 |                     |                     |                     |  |                       |                       |                       |  | 14.                   | 30.                   |                       |  |                           |                           |                           |                           |                           |  |     |
| Erklärung: GWC = Gesamt-Weltcup / Sp = Sprint , KD = Kurzdistanz, MD = Mitteldistanz, LD = Langdistanz, UL = Ultralangdistanz, Kl = Klassische Distanz, E = Einzelwettbewerb , N = Nacht-OL, St = Staffel |                     |                     |                     |  |                       |                       |                       |  |                       |                       |                       |  |                           |                           |                           |                           |                           |  |     |